# ۱ خرداد
۱ خرداد شصت و سومین روز از سال در گاه‌شماری خورشیدی است. به پایان سال ۳۰۲ روز (۳۰۳ روز در سال کبیسه) مانده‌است.

## رویدادها
- ۱۳۰۷. امضای پیمان دوستی بین افغانستان و ترکیه. (۲۲ می ۱۹۲۸)
- ۱۳۵۶ - سیل ۱۳۵۶ لرستان
- ۱۳۵۹ ‐ آغاز تحریم اقتصادی ایران به‌دست ایالات متحدهٔ آمریکا[۱]
- ۱۳۹۵ - انتشار گزارش مذاکره‌های سید روح‌الله خمینی با جیمی کارتر از رسانه بی‌بی‌سی
- ۱۳۹۷ - آغاز اعتصاب سراسری کامیون‌داران در ایران
- ۱۳۸۵ - اعتراض گسترده ترک های آذربایجان ایران به کاریکاتور منتشر شده توسط روزنامه ایران
- ۱۴۰۴ - اعتصاب کامیون‌داران

## مناسبت‌ها
- روز بزرگداشت ملاصدرا[۱]
- روز بهره‌وری و بهینه‌سازی مصرف[۱]
- جشن ارغاسوان، جشن گرما

## زادروزها
- ۱۲۹۸ - عباس یمینی شریف، شاعر و آموزگار
- ۱۳۰۰ - جلیل شهناز، موسیقی‌دان
- ۱۳۳۹ - فرحناز منافی ظاهر، بازیگر
- ۱۳۵۹ - نازنین بنیادی، بازیگر
- ۱۳۶۳ - شهاب گردان، بازیکن فوتبال
- ۱۳۷۴ - ارسلان قاسمی، بازیگر
- ۱۳۸۱ - امید مؤیدی زارع، از کشته‌شدگان خیزش ۱۴۰۱ ایران

## درگذشت‌ها
- ۱۳۲۶ - فریدون ابراهیمی، وکیل ، حقوقدان و رئیس کل دادستان حکومت خودمختار آذربایجان
- ۱۳۶۲ - محمد بروجردی، نظامی
- ۱۳۶۸ - عباس نعلبندیان، نویسنده
- ۱۳۹۱ - بهرام عالیوندی، نقاش
- ۱۴۰۱ - حسن صیادخدایی، سرهنگ سپاه پاسداران انقلاب اسلامی
- ۱۴۰۴ - حسن کامشاد، مترجم و پژوهشگر ادبیات فارسی